# Junges Deutschland
Junges Deutschland was een literaire beweging die zich van 1830 tot 1835 in de Duitse Bond manifesteerde.
Rond 1830 waren enkele Duitse dichters van mening dat de literatuur zich meer met realiteit moest bezighouden. Ze waren ervan overtuigd dat de literatuur een rol kon spelen bij de verspreiding van politieke en maatschappelijke ideeën. Ze wilden door hun literaire werken de lezer van hun ideeën overtuigen en op die manier andere politieke en sociale omstandigheden in Duitsland teweegbrengen.
De leidende politici in de Duitse Bond probeerden alle moderne ideeën van vrijheid, gelijkheid en broederschap te onderdrukken. Op 10 december 1835 plaatste de Duitse Bondsdag onder de verzamelterm "Das Junge Deutschland" de geschriften van de auteurs Heinrich Heine, Karl Gutzkow, Heinrich Laube, Ludolf Wienbarg en Theodor Mundt onder censuur.

## Voorbeelden
- Heinrich Heine:
  - Verzameling gedichten: Das Buch der Lieder
  - Gedicht: Nachtgedanken
  - Gedicht: Das Fräulein stand am Meere
  - Gedicht: Die Grenadiere
  - Gedicht: Die schlesischen Weber

- Georg Büchner:
  - Pamflet: Der Hessische Landbote
  - Toneelstuk: Dantons Tod, Woyzeck
  - Sprookje: Leonce und Lena